# Токушима
Токушима (јап. 徳島市) град је у Јапану у префектури Токушима. Према попису становништва из 2005. у граду је живело 267.845 становника.

## Становништво
Према подацима са пописа, у граду је 2005. године живело 267.845 становника.
| 1995.   | 2000.   | 2005.   |
| ------- | ------- | ------- |
| 268.706 | 268.218 | 267.845 |

## Спорт
Токушима има фудбалски клуб Токушима вортис.